# Halticosaurus longotarsus
Halticosaurus longotarsus ("lagarto ágil de tarso largo") es la única especie conocida del género extinto Halticosaurus es un género de dinosaurio terópodo celofísido, que vivió en el Triásico superior, hace aproximadamente 208 millones de años, en el Noriense, en lo que hoy es Europa.

## Descripción
En 1992, Michael Benton notó que el cráneo tenía 46 centímetros de largo pero estaba ligeramente construido, con una gran fenestra. Las patas de la muestra eran fuertes y sus brazos eran relativamente cortos. Benton estimó que Halticosaurus habría tenido aproximadamente 5,5 metros de largo. Sin embargo, más tarde se encontró que el material fósil utilizado por estos investigadores anteriores se mezclaba con los restos de otros animales, incluido al sauropodomorfo, Sellosaurus gracilis. En el 2000, Rauhut y Hungerbühler reexaminaron el material fósil y concluyeron que solo los dos fémures parciales podían ser referidos de manera confiable a H. longotarsus.
Según Welles en 1984, H. longotarsus podría distinguirse de la especie similar Liliensternus liliensterni basándose en las siguientes características. La mandíbula inferior es menos profunda y es más puntiaguda en la parte delantera. Las vértebras medias más cortas y más altas está presentes una quilla afilada está presente en la parte inferior de las vértebras medias del cuello. Las vértebras de la cadera son más estrechas que la tercera vértebra de la cadera inferior que en Liliensternus y un trocánter delantero más exteriormente colocad, con la presencia de cóndilos distales más pequeños en el metatarsiano II que se extienden menos lejos proximalmente en el eje.

## Descubrimiento e investigación
Halticosaurus longotarsus , se conoce por el holotipo SMNS 12353, que consiste en dientes y huesos parciales de la mandíbula, vértebras incompletas de cuello, espalda, cadera y cola , un húmero parcial , dos fémures parciales y fragmentos de un ilion y un metatarsiano. Fue descubierto en Mittlerer Stubensandstein, Baden-Wurttemberg, Alemania y descrito en 1908 por el paleontólogo alemán Friedrich von Huene. Fue recuperado por A. Burrer, G. Mayer y E. Fraas en 1902, en la cantera Burrerschen, en marga gris azulada que se depositó durante el Noriense del período Triásico, hace aproximadamente 208 millones de años. El espécimen se encuentra actualmente en la colección del Museo Estatal de Historia Natural de Stuttgart en Stuttgart, Alemania . Algunos científicos consideran a Halticosaurus un sinónimo de Liliensternus, pero un estudio realizado por Samuel Welles en 1984 encontró diferencias en la cabeza femoral y el trocánter anterior. El nombre Halticosaurus proviene de las palabras griegas αλτικος, altikos que significa "bueno al saltar" o "ágil" y σαυρος, sauros que significa "lagarto", por lo tanto "lagarto ágil". 
La especie tipo, H. longotarsus, se basa en dientes, mandíbulas y vértebras parciales, huesos de brazos y patas, y fragmentos de un ilion, los cuales fueron hallados juntos con los restos de un sellosaurio. Una segunda especie asignada a este género, H orbitoangulatus, resultó ser un cocodrilomorfo. Y una tercera, H. liliensterni, fue reclasificada a Liliensternus.

## Clasificación
Huene originalmente asignó a Halticosaurus solo a Dinosauria, y un año después a  Saurischia. La asignación de Romer a Hallopodidae es incorrecta ya que Hallopus es un crurotarsiano diferenciándose por la articulación de la cadera. Norman propuso que los restos se trataban de un sauropodomorfo o un terópodo, aunque los caracteres de sauropodomorfos parecen ser falsos. Asignaciones a Compsognathidae y a Coeluridae  son igualmente  incorrectas, ya que características del trocanter son más primitivas que las de los celurosaurianos. Muchos trabajos asignan a  Halticosaurus a Podokesauridae, un equivalente de Procompsognathidae, o a su familia epónima Halticosauridae. Estas categorías son equivalentes ahora a los conceptos modernos de Coelophysoidea, con los halticosáuridos siendo basales en ella. Entre 1934 y 1984, estas proposiciones estaban basadas en restos de Liliensternus, que se consideraba una especie de Halticosaurus. Rauhut y Hungerbuhler demuestran que el único Halticosaurus verdadero es H. longotarsus, notando que el material era muy escaso y difícil de clasificar más allá de Theropoda. El holotipo fue encontrado con los restos de Sellosaurus gracilis, considerado un prosaurópodo. Los fémures próximales muestran un trocánter y cabeza, como las de los  celofisoideo. Por lo tanto piensan que puede ser un celofisoideo. Si esto es verdad, el centro cervical corto lo excluye de Coelophysidae. Sin embargo, Halticosaurus nunca se ha incluido en un análisis filogenético o se ha descrito detalladamente desde su descubrimiento.
Una segunda especie, basada en un cráneo parcial SMNS 12353b, fue asignada a este género como Halticosaurus orbitoangulatus. En 2000, Rauhut y Hungerbuhler reasignaron este material al género Saltoposuchus, un crocodilomorfo , basado en la morfología de los dientes y la fenestra antorbital en el cráneo. Un nuevo nombre de género, Apatosuchus , fue creado para este espécimen por Hans-Dieter Sues y Rainer R. Schoch en 2013 cuando se dieron cuenta de que representaba un arcosaurio loricato primitivo en lugar de un dinosaurio o un crocodilomorfo, como resultado de más preparación del espécimen.
Una tercera especie, H. liliensterni  fue reclasificada como Liliensternus por Welles. Mortimer en 2011 observó que entre 1934 y 1984, Liliensternus fueconsideraba incorrectamente como una especie de Halticosaurus.